# Kuhel
Kuhel je priimek več znanih (ameriških) Slovencev:
- Joe Kuhel (1906–1984), ameriški igralec bejzbola slovenskih korenin
- Mirko Kuhel (1904–1958), pisatelj in publicist v ZDA